# جينجر بروكس تاكاهاشي
جينجر بروكس تاكاهاشي (بالإنجليزية: Ginger Brooks Takahashi)‏ هي فنانة أمريكية، ولدت في 4 أغسطس 1977.

## وصلات خارجية
- جينجر بروكس تاكاهاشي على موقع IMDb (الإنجليزية)
- جينجر بروكس تاكاهاشي على موقع ديسكوغز (الإنجليزية)